# بنای چشمه علی (زبرخان)
بنای چشمه علی مربوط به دوره قاجار است و در شهرستان زبرخان، شهر خرو واقع شده و این اثر در تاریخ ۳ خرداد ۱۳۸۶ با شمارهٔ ثبت ۱۹۱۲۲ به‌عنوان یکی از آثار ملی ایران به ثبت رسیده‌است.